# Ferrari Challenge: Trofeo Pirelli
Ferrari Challenge: Trofeo Pirelli è un videogioco racing arcade sviluppato da Eutechnyx e pubblicato da System 3. La versione del Nintendo DS ha la modalità multiplayer, e la versione del Nintendo Wii ha la funzionalità nel manovrare la macchina. Il gioco è stato ritardato in Europa di un paio di mesi del 2008. Ferrari Challenge: Trofeo Pirelli è disponibile su PlayStation 3, per la quale sono stati pubblicati trailer e immagini del gioco. Il gioco è uscito il 14 marzo 2008.

## Modalità di gioco
Lo stile di guida è meno arcade e più simulativo, il gioco si può comparare con Gran Turismo, Need for Speed o Race Driver: GRID.
Il tutorial aiuta il giocatore ad abituarsi all'esperienza di guida. Il giocatore deve completare due giri attorno al Circuito di Fiorano (la vera pista di prova della Ferrari) con la Ferrari F430 Challenge e con il pilota professionista Tiff Needell che parla e corre per ottenere la massima velocità dalla F430. Ci sono quattro aree principali su cui il tutorial si concentra: controllo dell'acceleratore, uso dei freni, accuratezza dell'apice e precisione della linea di gara.
Le auto nel gioco vanno dalle vetture stradali ai veicoli di produzione GT. L'auto principale del gioco è la F430 Challenge, che non deve essere sbloccata e appare all'inizio. Le altre auto vengono sbloccate vincendo trofei e campionati con auto diverse o avanzando nella modalità Sfida del gioco. Nonostante le affermazioni di System 3 su oltre 50 Ferrari su disco, nessuno ne ha mai trovate più di 22. I suggerimenti di gioco menzionano effettivamente la presenza di sole 22 auto (elencate nella sezione di sotto) ma ce ne sono altre incluse nei DLC. Nella Versione per Nintendo DS c'è anche un gioco di carte sui vari modelli Ferrari.

## Parco Auto

### Parco auto su PlayStation
- Ferrari 250 GTO[4]
- Ferrari 250 LM
- Ferrari 250 Testa Rossa
- Ferrari 333 SP
- Ferrari 348 Challenge
- Ferrari 348 TB
- Ferrari 360 GT
- Ferrari 360 Modena
- Ferrari 365 GTB/4
- Ferrari 430 Scuderia
- Ferrari 512M
- Ferrari 512S
- Ferrari 550 GT

- Ferrari 550 Maranello
- Ferrari 575 GTC
- Ferrari 575M Maranello
- Ferrari 599 GTB
- Ferrari 612 Scaglietti
- Ferrari Enzo
- Ferrari F355
- Ferrari F355 Challenge
- Ferrari F40
- Ferrari F430 Challenge
- Ferrari F430 GT2
- Ferrari F50
- Ferrari FXX

### Parco auto su Nintendo DS
Nella versione DS il parco auto è molto più limitato:
- Ferrari F430 Challenge
- Ferrari F355 Challenge
- Ferrari 360 Challenge Stradale
- Ferrari FXX